# Rousova kapela, Beltinci
Beltinska ali Rousova kapela je dobila ime po posestniku Marku Rousu iz Beltincev.

## Opis
Zgrajena je bila leta 1907 v čast lurški Materi božji in blagoslovljena leto kasneje. Kapela iz prve tretjine 20. stol. z neoromanskimi arkadnimi venci ima zvonik na čelni strani. Zvonik s koničato streho je pomaknjen nekoliko izven vhodne fasade. V zvoniku je 120 kg težak zvon, narejen v Ljubljani.  V kapeli je proščenje vsako prvo nedeljo v oktobru. 